# Solenopsis robusta
Solenopsis robusta es una especie de hormiga del género Solenopsis, subfamilia Myrmicinae.